# Morbid Visions
Albums de Sepultura
Bestial Devastation
(1985) Schizophrenia
(1987)
Morbid Visions est le 1er album longue durée du groupe de thrash metal brésilien Sepultura, sorti en 1986 sous le label Cogumelo Records. L'album est enregistré dans des conditions précaires et en un temps très court, ce qui explique que la production et la qualité du son aient été négligées. Les titres de cet album, aux paroles principalement marquées par le satanisme, sont inspirés par les groupes Venom et Celtic Frost.
L'album bénéficiera d'un réenregistrement au Platinum Underground par Max et Igor en 2023. 

## Musiciens et technique
- Max Cavalera - chant, guitare rythmique
- Jairo Guedez - guitare
- Paulo Jr. - guitare basse
- Igor Cavalera - batterie, percussions

## Liste des chansons
| No | Titre                | Durée |
| -- | -------------------- | ----- |
| 1. | Morbid Visions       | 3:23  |
| 2. | Mayhem               | 3:15  |
| 3. | Troops of Doom       | 3:21  |
| 4. | War                  | 5:32  |
| 5. | Crucifixion          | 5:02  |
| 6. | Show Me the Wrath    | 3:52  |
| 7. | Funeral Rites        | 4:23  |
| 8. | Empire of the Damned | 4:24  |

| 9.  | The Curse           | 0:39 |
| 10. | Bestial Devastation | 3:08 |
| 11. | Antichrist          | 3:47 |
| 12. | Necromancer         | 3:53 |
| 13. | Warriors of Death   | 4:10 |

| 14. | Necromancer (demo version) |  |
| 15. | Anticop (live)             |  |